# 釐王 (韓)
釐王（きおう、生年不詳 - 紀元前273年）は、中国の戦国時代の韓の君主。名は咎。襄王の子。紀元前296年、襄王が死去すると、後を嗣いで韓王となった。
紀元前293年、魏や周と連合し、24万におよぶ大軍を動員し、魏の公孫喜に総指揮を委ねて秦を攻撃した。しかし伊闕で秦の白起の軍に敗れて、公孫喜は捕らえられた。紀元前291年、秦の攻撃を受けて宛を失陥した。紀元前290年、秦に武遂の地200里を割譲した。紀元前286年、秦軍に夏山で敗れた。
紀元前284年、釐王は秦の昭襄王と西周（王城）で会合し、斉を攻撃する連合軍に参加した。5カ国の連合軍が斉軍を撃破して、斉の湣王は臨淄から逃亡した。紀元前282年、釐王は秦の昭襄王と新城で会合した。紀元前275年、将軍の暴鳶を派遣して魏を救援したが、秦軍に敗れ、暴鳶は開封に逃れた。
紀元前273年、趙と魏の軍に華陽を攻撃された。韓は秦に使者を送って救援を求めたが、秦は救援の軍を出そうとしなかった。韓の相国は陳筮に頼んで秦に赴かせ、陳筮は秦の穣侯魏冄に面会した。陳筮が他の国に韓が従属する可能性を示唆すると、魏冄は救援軍の派遣を約束した。秦軍は8日で到着し、趙と魏の軍を華陽の下で撃破した。
この年のうちに釐王は死去した。在位23年。